# Yesevi-Tariqa
Dieser Artikel wurde in der Qualitätssicherung Religion eingetragen. Hilf mit, die inhaltlichen Mängel dieses Artikels zu beseitigen, und beteilige dich an der Diskussion.
Die Yesevi-Tariqa war ein Tariqas (Sufi-Orden oder -Bruderschaft) innerhalb des Islam. Gründer war Ahmed Yesevi († 1165) aus Chorasan. Von ihm aus soll sich die „spirituelle Kette“ (silsila) über Yusuf Hamadhani, Kharaqani und Bāyazīd Bistāmī bis zum Propheten Mohammed zurückverfolgen lassen.
Die Yesevi-Tariqa praktizierte verschiedene Arten des Dhikr (Derwisch-Zeremonie zur Anrufung Gottes), das bekannteste ist das sogenannte „sägende Dhikr“ (auch „Säge-Dhikr“). Dabei klingen die rauen Töne, die aus der Kehle kommen, tatsächlich wie eine Säge.
Während des 13. Jahrhunderts hatte die Yesevi-Tariqa eine große Anzahl an Anhängern, von denen sich einige in Anatolien und auf dem Balkan niederließen. Dort übten sie Einfluss auf spätere Tariqas aus. Einer der bekannteren Sufis aus der Tradition der Yesevis ist Hadschi Bektasch, der Begründer der Bektaschi-Tariqa.